# Liste des édifices labellisés « Patrimoine du XXe siècle » d'Ille-et-Vilaine
La liste des édifices labellisés « Patrimoine du XXe siècle » d'Ille-et-Vilaine recense de manière exhaustive les 22 édifices disposant du label officiel français « Patrimoine du XXe siècle » situés dans le département français d'Ille-et-Vilaine (la ville de Rennes en comptant 13). Chacun de ces édifices est accompagné de sa notice sur la base Mérimée et de sa date de labellisation.

## Liste
| Monument                               | Commune              | Adresse                                                                       | Coordonnées                        | Notice         | Date  | Illustration                           |
| -------------------------------------- | -------------------- | ----------------------------------------------------------------------------- | ---------------------------------- | -------------- | ----- | -------------------------------------- |
| Église Saint-Martin-de-Tours           | Bruz                 | Place du Chanoine-Roullin                                                     | 48° 01′ 27″ nord, 1° 44′ 54″ ouest | « EA35000001 » | 2000  | Église Saint-Martin-de-Tours           |
| Monument aux morts                     | La Chapelle-Bouëxic  | Place de la Vigne                                                             | à géolocaliser                     | « PA35000068 » | 2015  | Monument aux morts                     |
| Villa Greystones                       | Dinard               | 16 boulevard de la Mer Saint-Énogat                                           | 48° 38′ 25″ nord, 2° 03′ 39″ ouest | « EA35000002 » | 2000  | Villa Greystones                       |
| Chapelle Notre-Dame de l'Hermitage     | Goven                |                                                                               | 47° 59′ 44″ nord, 1° 53′ 17″ ouest | « EA35000003 » | 2006  | Chapelle Notre-Dame de l'Hermitage     |
| Cale sèche de la Landriais             | Le Minihic-sur-Rance | Rue du Mont-de-Garel                                                          | 48° 34′ 58″ nord, 2° 00′ 04″ ouest | « PA35000001 » | 1996  | Cale sèche de la Landriais             |
| Château de Bel-Air                     | Le Pertre            | Bel-Air                                                                       | 48° 02′ 20″ nord, 1° 02′ 37″ ouest | « PA35000017 » | 2001  | Château de Bel-Air                     |
| Hôtel de ville de Redon                | Redon                | 18 place Saint-Sauveur                                                        | 47° 39′ 03″ nord, 2° 05′ 02″ ouest | « EA35000004 » | 2006  | Hôtel de ville de Redon                |
| Chapelle de la Sainte-Famille          | Rennes               | 6 passage du Couëdic                                                          | 48° 06′ 14″ nord, 1° 40′ 58″ ouest | « EA35000006 » | 2006  | Chapelle de la Sainte-Famille          |
| Église Sainte-Thérèse                  | Rennes               | Rue Bigot-de-Préameneu                                                        | 48° 05′ 43″ nord, 1° 40′ 03″ ouest | « EA35000005 » | 2000  | Église Sainte-Thérèse                  |
| Halles centrales                       | Rennes               | Boulevard de la Liberté Rue de Nemours Place Honoré-Commereuc Rue Jules-Simon | 48° 06′ 28″ nord, 1° 40′ 47″ ouest | « EA35000009 » | 2000  | Halles centrales                       |
| Immeuble                               | Rennes               | 7 avenue Jean-Janvier                                                         | 48° 06′ 33″ nord, 1° 40′ 25″ ouest | « EA35000013 » | 2000  | Image manquante Téléverser             |
| Immeuble                               | Rennes               | 1 place Hoche                                                                 | 48° 06′ 54″ nord, 1° 40′ 40″ ouest | « EA35000007 » | 2000  | Immeuble                               |
| Immeuble Les Horizons                  | Rennes               | 18-20 rue de Brest                                                            | 48° 06′ 43″ nord, 1° 41′ 24″ ouest | « EA35000017 » | 2000  | Immeuble Les Horizons                  |
| Immeuble Tomine                        | Rennes               | 3 avenue Jean-Janvier 1 rue Dupont-des-Loges                                  | 48° 06′ 34″ nord, 1° 40′ 25″ ouest | « EA35000014 » | 2000  | Immeuble Tomine                        |
| Lycée Saint-Vincent-Providence         | Rennes               | 57 rue de Paris                                                               | 48° 06′ 50″ nord, 1° 39′ 55″ ouest | « EA35000008 » | 2000  | Lycée Saint-Vincent-Providence         |
| Maison Crespel                         | Rennes               | 43 rue d'Antrain                                                              | 48° 07′ 06″ nord, 1° 40′ 35″ ouest | « EA35000016 » | 2006  | Maison Crespel                         |
| Maison Novello                         | Rennes               | 54 mail François-Mitterrand                                                   | 48° 06′ 34″ nord, 1° 41′ 30″ ouest | « EA35000012 » | 2000  | Maison Novello                         |
| Maison Odorico                         | Rennes               | 7 rue Joseph-Sauveur                                                          | 48° 06′ 33″ nord, 1° 40′ 22″ ouest | « EA35000015 » | 2000  | Maison Odorico                         |
| Piscine et bains publics Saint-Georges | Rennes               | Rue Gambetta                                                                  | 48° 06′ 44″ nord, 1° 40′ 28″ ouest | « EA35000010 » | 2000  | Piscine et bains publics Saint-Georges |
| Ancien siège d'Ouest-France            | Rennes               | 38 rue du Pré-Botté                                                           | 48° 06′ 33″ nord, 1° 40′ 38″ ouest | « EA35000011 » | 2000  | Ancien siège dOuest-France             |
| Club-House du Dinard Golf              | Saint-Briac-sur-Mer  | Chemin de la Dame-Jouanne                                                     | 48° 37′ 56″ nord, 2° 08′ 13″ ouest | « PA35000065 » | 2014, | Club-House du Dinard Golf              |
| Devanture de l'immeuble                | Saint-Briac-sur-Mer  | 2, rue du Commandant-Pierre-Thoreux                                           | 48° 37′ 11″ nord, 2° 07′ 57″ ouest | « PA35000064 » | 2014, | Devanture de l'immeuble                |
| Villa Ker Guénolé                      | Saint-Lunaire        | 341 boulevard du Décollé                                                      | 48° 38′ 20″ nord, 2° 06′ 45″ ouest | « EA35000018 » | 2006  | Villa Ker Guénolé                      |
| Villa Le Revenant                      | Saint-Lunaire        | 87 boulevard du Décollé                                                       | 48° 38′ 29″ nord, 2° 06′ 49″ ouest | « EA35000019 » | 2000  | Villa Le Revenant                      |
| Hôtel de ville de Saint-Méen-le-Grand  | Saint-Méen-le-Grand  | Place de la Mairie                                                            | 48° 11′ 23″ nord, 2° 11′ 34″ ouest | « EA35000020 » | 2000  | Hôtel de ville de Saint-Méen-le-Grand  |
| Église de la Sainte-Trinité            | Tinténiac            |                                                                               | 48° 19′ 43″ nord, 1° 50′ 00″ ouest | « PA35000076 » | 2016  | Église de la Sainte-Trinité            |